# گووسنارگ
گووسنارگ (به انگلیسی: Goosnargh) یک روستا در بریتانیا است که در Whittingham واقع شده‌است. گووسنارگ ۱٬۳۱۶ نفر جمعیت دارد.